# Megachile zebrella
Megachile zebrella är en biart som beskrevs av Pasteels 1973. Megachile zebrella ingår i släktet tapetserarbin, och familjen buksamlarbin. Inga underarter finns listade i Catalogue of Life.